# Selekcja klonalna

Selekcja klonalna limfocytów:
1) komórka macierzysta hemopoezy wchodząca w fazę różnicowania i genetycznej rearanżacji
2) niedojrzałe limfocyty z niespecyficznymi receptorami antygenowymi; te, które zwiążą antygeny własne są niszczone - ulegają supresji (na rycinie przekreślone)
3) antygeny
4) nieaktywne wyselekcjonowane przeciw obcym antygenom limfocyty
5) obce antygeny
6) aktywacja i rozrost odpowiedniego klonu limfocytów

Selekcja klonalna lub inaczej teoria selekcji klonalnej – proces, dzięki któremu odpowiedź odpornościowa limfocytów B jest swoista. Termin ten odnosi się także do limfocytów T. Opisanie w 1958 roku teorii selekcji klonalnej przez Franka Burneta i współpracowników stało się jednym z kamieni milowych immunologii. W roku 1960 Frank Macfarlane Burnet i Peter Medawar zostali nagrodzeni Nagrodą Nobla w dziedzinie fizjologii lub medycyny. Kontynuatorzy ich badań, Niels K. Jerne, Georges J.F. Köhler i César Milstein, otrzymali Nagrodę Nobla w roku 1984. 
Żeby zrozumieć jak dochodzi do selekcji klonalnej, należy uświadomić sobie, że w naszym organizmie występuje olbrzymia liczba limfocytów (według większości szacunków ok. bilion). Każdy z nich może nosić na swojej powierzchni unikatowy receptor mogący rozpoznawać antygen. W związku z tym, w przypadku wniknięcia do organizmu patogenu należy liczyć się z tym, że tylko znikoma część limfocytów będzie w stanie ten patogen rozpoznać. Gdyby taki stan rzeczy miał się utrzymywać, doszłoby do śmierci organizmu, zanim te nieliczne limfocyty byłyby w stanie wyprodukować przeciwciała przeciwko patogenowi i ograniczyć jego rozwój.
Z drugiej strony, gdyby wszystkie limfocyty w organizmie uległy aktywacji, organizm nie mógłby dostarczyć związków i energii niezbędnych do syntezy białek. Takie wyjście także skazywałoby go na przegraną, tym bardziej, że zapanowanie nad bilionem komórek też nie byłoby łatwe. Tutaj właśnie uwidacznia się sens selekcji klonalnej.
Selekcja klonalna polega na tym, że aktywacji ulegają tylko te limfocyty, które mogą rozpoznać dany antygen. Rezultatem tej aktywacji jest nie tylko wydzielanie przeciwciał czy funkcjonowanie limfocytów T rozpoznających ten antygen, ale także wejście komórek w serię podziałów mitotycznych, co powoduje zwiększenie ich liczby. W ten sposób wystarczająco szybko dochodzi do wytworzenia swoistej odporności na patogen. Gdy zostanie on wyeliminowany, aktywowane komórki ulegają apoptozie, a jedynie nieliczne przeżywają jako komórki warunkujące pamięć immunologiczną. Dzięki temu, że komórki pamięci są liczniejsze niż przed odpowiedzią i łatwiej podlegają aktywacji, kolejna odpowiedź (odpowiedź wtórna) jest szybsza i bardziej skuteczna.